# Bananamour
Bananamour is het vierde album van de Britse progressieve rock musicus Kevin Ayers.

## Tracklist
1. Don't Let It Get You Down - 4:02
2. Shouting In A Bucket Blues - 3:44
3. When Your Parents Go To Sleep - 5:45
4. Interview - 4:45
5. International Anthem - 0:40
6. Decadence - 8:03
7. Oh! Wot A Dream - 2:48
8. Hymn - 4:34
9. Beware Of The Dog - 1:21

Op de heruitgebrachte cd (2003) staan een aantal extra tracks:
1. Connie On A Rubber Band - 2:55 (B-kant van single)
2. Decadence - 6:55 (vroege mix)
3. Take Me To Tahiti - 3:35 (B-kant van single)
4. Caribbean Moon - 3:01 (A-kant van single)

## Bezetting
- Kevin Ayers: zang, gitaar)

met:
- David Bedford: piano / elektrische piano / mellotron
- Archie Legget basgitaar, zang
- Eddie Sparrow: drums, percussion

verdere gasten:
- Robert Wyatt achtergrondzang (8)
- Steve Hillage gitaar (2,6,11)
- Mike Ratledge orgel (4)
- Ronnie Price piano (6,8,9,11)
- Howie Casey (1,3)
- Lyle Jenkins bas (1,3)
- Dave Caswell trompet (1,3)
- Doris Troy achtergrondzang (1,3,5)
- Lisa Strike achtergrondzang (1,3,5)
- Barry St.John achtergrondzang (1,3,5)
- Tristan Fry cymbalen (9)